# Taiwan Open
Taiwan Open – żeński turniej tenisowy kategorii WTA International Series zaliczany do cyklu WTA Tour, rozgrywany na twardych kortach Yangming Tennis Center w tajwańskim Kaohsiung w latach 2016–2018.

## Mecze finałowe

### gra pojedyncza kobiet
| Rok  | Zwyciężczyni    | Finalistka       | Wynik    |
| 2018 | Tímea Babos     | Kateryna Kozłowa | 7:5, 6:1 |
| 2017 | Elina Switolina | Peng Shuai       | 6:3, 6:2 |
| 2016 | Venus Williams  | Misaki Doi       | 6:4, 6:2 |

### gra podwójna kobiet
| Rok  | Zwyciężczynie                | Finalistki                        | Wynik          |
| 2018 | Duan Yingying Wang Yafan     | Nao Hibino Oksana Kalasznikowa    | 7:6(4), 7:6(5) |
| 2017 | Chan Hao-ching Chan Yung-jan | Lucie Hradecká Kateřina Siniaková | 6:4, 6:2       |
| 2016 | Chan Hao-ching Chan Yung-jan | Eri Hozumi Miyu Katō              | 6:4, 6:3       |